# Jules Desjardins
Pour les articles homonymes, voir Desjardins.
Jules Pierre Desjardins, né le 23 septembre 1845 à Saint-Quentin (Aisne) et mort le 20 mars 1917 à Gilly (Belgique), est un homme politique français.

## Biographie
Député de l'Aisne de 1893 à 1914, il succède à son frère Ernest Desjardins, décédé en cours de mandat. Il siège à droite, vote contre la séparation des Églises et de l'État. Maire de Remaucourt, à 8 kilomètres de Saint-Quentin, il est évacué en 1917, comme l'ensemble de la population saint-quentinoise, au moment où l'armée allemande opère un repli stratégique. Quatre jours après son départ, il meurt à Gilly, en Belgique, fatigué par le voyage, le 21 mars 1917.
Il est le père de Charles Desjardins, député et sénateur de l'Aisne.

## Sources
- « Jules Desjardins », dans le Dictionnaire des parlementaires français (1889-1940), sous la direction de Jean Jolly, PUF, 1960 [détail de l’édition]